# Bijugis rotundaria
Bijugis rotundaria är en fjärilsart som beskrevs av Eugen Wehrli 1933. Bijugis rotundaria ingår i släktet Bijugis och familjen säckspinnare. Inga underarter finns listade i Catalogue of Life.